# Интронизация императора Японии
Интронизация  (яп. 即位 соку-и / сёки-и, дословно: «вступление в должность») императора Японии — церемония публичного провозглашения наследника императорского престола Японии новым монархом.

## Краткие сведения
В древние времена обряд интронизации императора Японии был составной частью церемонии передачи трона. Этот обряд упоминается в кодексе Ёро (718), в разделе, посвящённом божествам Неба и Земли. В «Анналах Японии» (720) описывается интронизация императрицы Дзито, проведенная в 690 году. Во время обряда глава рода Мононобэ держал большой щит, глава рода Накатоми читал молитвы божествам Неба, а глава рода Инбе вручал новой правительнице священные регалии Императорской власти — меч и зеркало. На интронизации присутствовали сотни чиновников, которые хлопали в ладоши и кланялись императору.
В правление императора Камму (781—806) обряд интронизации был проведён за несколько дней до церемонии передачи трона. С тех пор оба действа были разделены и выполнялись отдельно. Интронизация стала своеобразной декларацией божествам, духам Императорских предков и населению страны Восходящего Солнца, что трон унаследовал новый монарх.
В «Церемониях эпохи Конин» (810—824) интронизация представлена как отдельный ритуал, независимый от церемонии передачи страны, а в «Церемониях эпохи Дзёкан» (859—877), составленных под влиянием танского церемониала, описан порядок проведения этого ритуала. Начиная с середины IX века этот порядок стал традиционным.
Интронизацию проводили следующим образом. В канун церемонии будущий монарх отсылал к Святилищу Исэ праздничное опахало хэйхаку, чтобы сообщить богине солнца Аматэрасу о наследовании им японского престола. Он посылал с таким же известием гонцов к гробницам своих предков, а также осматривал свои церемониальные одежды для интронизации. В день церемонии в дворцовом дворе выставляли хоругви с солнцем и луной, и флаги на копьях с четырьмя божествами-хранителями мира. Новый император появлялся в парадных одеждах, с короной на голове и садился на торжественно убранный трон. Церемониймейстер-оповещатель зачитывал декларацию наследования престола, а одетые в церемониальные одежды гражданские чиновники танцевали, кланяясь на все стороны. Присутствуют военные, размахивали флагами и кричали «Да здравствует!».
Обычно интронизация происходила в Великом тронном зале, однако в 1177 году здание сгорело и с тех пор не восстанавливалось. в 1180 году, во времена императора Антоку, обряд совершался в Малом тронном зале, а с 1183 года, после интронизации императора Го-Тоба — в помещении Большого государственного совета. В 1500 году император Го-Касивабара возобновил проведение церемонии в Малом тронном зале.
С 1869 года, начиная с интронизации императора Мэйдзи, танский стиль и порядок проведения церемонии заменили новым японским. Вместо парадных одеяний с китайской символикой, короны и трона стали использовать аристократические церемониальные одежды, шапку и парадное сиденье. Согласно Закону об Императорском доме 1889 года и Указу о восшествии на престол 1909 года интронизация должна была проводиться осенью или зимой в старой японской столице Киото.
Новый действующий Закон об Императорском доме от 1947 года предусматривает церемонию интронизации при наследовании японского престола новым монархом.